# Cordicollis claviger
Cordicollis claviger is een keversoort uit de familie snoerhalskevers (Anthicidae). De wetenschappelijke naam van de soort is voor het eerst geldig gepubliceerd in 1990 door Uhmann.